# Йоші
Йоші (яп. ヨッシー, Yosshī, англ. Yoshi) — вигаданий динозавр , що є одним із найпопулярніших героїв серії відеоігор компанії Nintendo про Маріо. Вперше фігурував у грі Super Mario World на консолі SNES. Пізніше обзавівся власною ігровою серією, яка містить у собі платформери й головоломки. Однією з найвідоміших ігор цієї серії є випущена в 1995 році Yoshi's Island, що є приквелом Super Mario World і всіх інших ігор про Маріо.

## Зовнішній вигляд
Йоші зображують у вигляді динозавра, який пересувається на задніх лапах. Колір найчастіше зелений (хоча Йоші також буває інших кольорів, іноді його називають Зелений Йоші, виділяючи таким чином з всього народу динозаврів Йоші одного конкретного, що є одним Маріо). Має чималий округлий ніс, короткий хвіст, спинний гребінь і довгого липучого язика, який використовує як зброю, та для здобування їжі. У його дебютній грі Super Mario World на Йоші одягнене коричневе сідло і чоботи (які стали для нього пізніше традиційним атрибутом). У первісному варіанті були слабко розвинені передні лапи — вже в Yoshi's Island дизайн змінився, і Йоші отримав розвинені передні кінцівки, що нагадують повноцінні людські руки.

## Опис персонажа і його здатності
Йоші є одним з найвідоміших героїв Грибного королівства. Його батьківщина — острів, на якому живуть інші динозаври Йоші (англ. Yoshi's Island). Неодноразово допомагав героям ігор Маріо в їх боротьбі з Боузером і іншими злодіями. Доглядав Маріо і Луїджі, коли ті були немовлятами, і захищав їх від злого чаклуна Купи і його поплічників. Як і інші динозаври Йоші, використовує свій довгий язик для видобутку їжі, причому може проковтнути майже все що завгодно (навіть предмети, що перевершують його за габаритами). Винятки рідкісні, в їх числі панцир черепах Купа, який Йоші зазвичай не здатний переварити, і тому випльовує (Але в Super Mario World Йоші проковтує панцир через 5 хвилин). Дуже любить дині. У мультсеріалі (серія «Луїджі-матуся») заковтує все підряд, навіть Маріо (якого потім випльовує).
Характер доброзичливий, відкритий. Йоші завжди готовий допомогти який потрапив у біду друзям, і одного разу поставив перед собою завдання, не зупинятися поки не досягне наміченого. Як правило, дуже відважний (сміливо приймає бій від противника, що перевершує його зростанням). Завдяки своїм якостям, часто займає позицію лідера в кланах динозаврів Йоші.

## Появи в іграх
- NES
  - Yoshi
  - Yoshi's Cookie

- Super Nintendo
  - Super Mario World
  - Yoshi's Safari
  - Super Mario RPG: Legend of the Seven Stars
  - Super Mario Kart
  - Yoshi's Cookie

- Virtual Boy
  - Mario's Tennis

- Gameboy
  - Yoshi's Cookie

- Gameboy Color
  - Mario Tennis
  - Mario Golf
  - Game & Watch Gallery 3

- Nintendo 64
  - Yoshi's Story
  - Super Mario World
  - Super Mario 64
  - Paper Mario
  - Mario Kart 64
  - Mario Party
  - Mario Party 2
  - Mario Party 3
  - Mario Tennis
  - Mario Golf

- Gameboy Advance
  - Mario & Luigi: Superstar Saga
  - Mario Kart Super Circuit
  - Mario Party Advance
  - Mario Tennis: Power Tour
  - Mario Golf: Advance Tour
  - Mario Pinball Land
  - Super Mario World: Super Mario Advance 2
  - Yoshi's Island: Super Mario Advance 3
  - Yoshi Topsy-Turvy

- Nintendo Gamecube
  - Super Mario Sunshine
  - Paper Mario: The Thousand-Year Door
  - Mario Kart: Double Dash!!
  - Mario Party 4
  - Mario Party 5
  - Mario Party 6
  - Mario Party 7
  - Mario Power Tennis
  - Mario Golf: Toadstool Tour
  - Mario Superstar Baseball
  - Mario Smash Football
  - Super Smash Bros. Melee
  - SSX on Tour
  - NBA Street V3

- Nintendo DS
  - Super Mario 64 DS
  - Mario & Luigi: Partners in Time
  - New Super Mario Bros.
  - Super Princess Peach
  - Mario Kart DS
  - Mario Party DS
  - Mario Hoops 3 on 3
  - Mario & Sonic at the Olympic Games
  - Itadaki Street DS
  - Yoshi's Island DS
  - Mario & Sonic at the Winter Olympic Games

- Wii
  - Super Paper Mario
  - Super Mario Galaxy
  - Mario Kart Wii
  - Mario Party 8
  - Mario Super Sluggers
  - Mario Strikers Charged Football
  - Mario & Sonic at the Olympic Games
  - Super Smash Bros. Brawl
  - New Super Mario Bros. Wii.
  - Super Mario Galaxy 2

- Nintendo 3DS
  - Yoshi's New Island
  - Mario & Luigi: Dream Team Bros. 
  - Mario Kart 7
  - Mario Tennis Ultra Smash

- Wii U
  - New Super Mario Bros. U

- Arcade
  - Mario Kart Arcade GP
  - Mario Kart Arcade GP 2

## Йоші в кінематографі
У фільмі «Супербрати Маріо», Йоші має вигляд мініатюрної копії тиранозавра рекса жовтого кольору. За словами Купи, Йоші завжди був улюбленцем королівської сім'ї. Добрий динозаврик, ризикуючи життям, рятує свою господиню — принцесу Дейзі.

## Цікаві факти
- Боузер, будучи дитиною, у грі Super Mario World 2: Yoshi's Island назвав Йоші «зеленим віслючком» (англ. green donkey)[3].